# ピュートーン

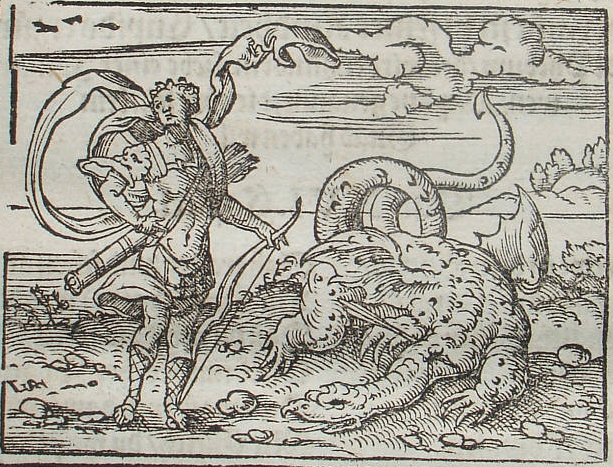
フィルギル・ゾリス『ピュトンを斃すアポロン』

ピュートーン（古希: Πύθων、古代ギリシア語ラテン翻字: Pū́thōn、ラテン語: Python）とは、ギリシア神話に登場する巨大な蛇の怪物である。長母音を省略してピュトンとも表記される。雄蛇とされるが、『ホメーロス風讃歌』の「アポローン讃歌」によると雌蛇だとされる。絵画などでは脚のないドラゴンのような姿で表される事もある。

## ギリシア神話
ピュートーンはガイアの子で、その神託所デルポイを守る番人でもあった（ウーラノスとガイアの娘のテミスが神託を授けていたが、元々はピュートーン自身が神託を授けていたとする説もある）。デウカリオーンの大洪水後に残った泥から生まれたと言われる。デルポイの神託所をすっぽり巻ける巨体を持つとも言われている。のちにアポローンによって倒され、以後デルポイはアポローンの神託所となり、アポローンがテミスに代わって神託を下すようになった。
ピュートーンはまた、テューポーンの乳母を務めていたともいわれている。

### アポローンによる退治
ピュートーンは自分がレートーの子によって死ぬという予言を受けた。そこでアポローンとアルテミスを身籠もっていたレートーを追い回し、彼女を殺そうとした。一説には大地の端から端までレートーを追い回したピュートーンは、レートーに嫉妬したヘーラーがレートー抹殺のために送り込んだ。しかしレートーはゼウスやポセイドーンらの助けによって無事出産した。アポローンは生まれた当日、または4日目で弓矢を執り、母の恨みを晴らしたのだという。パウサニアースによれば、ピュートーン退治はアポローンとアルテミスによって行なわれ、ともに穢れを祓うためにアイギアレイアへ向かったとしている。
アポローンはピュートーンの亡骸を手厚く扱い、デルポイのアポローン神殿の聖石オムパロスの下の地面の裂け目に葬った。オムパロスとは「へそ」の意で、同地が世界の中心たることを示すという。また、ピュートーンのために葬礼競技大会ピューティア大祭の開催を定め、新たに開いた自分の神託所の巫女にもピューティアー（Πυθία）を名乗らせた。デルポイで巫女たちがトランス状態に陥るのは、地底からピュートーンが吐き出す霊気によるもの、またはその死体から発生したガスによるものだとされる。
異説として、ピュートーンとは、テューポーンがゼウスと戦って勝利し、ゼウスの腱を切ってコリユコスの洞窟に隠した後に洞窟の番人をしたデルピュネーの事を指しているとも言われている。

## 使徒行伝
『新約聖書』の「使徒行伝」16章16 - 18節にもピュートーンが登場している（『新共同訳』では「占いの霊」）。このときピュートーンは女奴隷に取り憑いて占いをさせていて、パウロ一行に出会うと何度も「この人たちは救いの道を宣べ伝えている」と繰り返した。パウロがうんざりして「イエス・キリストの名によって、この女から出ていけ」と言うと、ピュートーンは即座に出ていったという。

## ピュートーンに由来する事象
ニシキヘビを意味する英単語「python」（パイソン）は、ピュートーンの名に由来する。

### 原典資料
- アポロドーロス『ギリシア神話』高津春繁訳、岩波書店〈岩波文庫〉、1953年。 NCID BN0152475X。
- エウリピデス『ギリシア悲劇IV ―エウリピデス（下）』筑摩書房〈ちくま文庫〉、1986年。ISBN 978-4-4800-2014-7。
- オウィディウス『変身物語（上）』中村善也訳、岩波書店〈岩波文庫〉、1981年。ISBN 978-4-0032-1201-1。
- パウサニアス『ギリシア記』飯尾都人訳、龍溪書舎、1991年1月。 NCID BN0607421X。 [要文献特定詳細情報]
- ヒュギーヌス『ギリシャ神話集』松田治、青山照男訳、講談社〈講談社学術文庫 1695〉、2005年2月。ISBN 978-4-06-159695-5。

### 二次資料
- ギラン, フェリックス『ギリシア神話』中島健訳（新装版）、青土社、1991年8月。ISBN 978-4-7917-5144-0。
- 久保田悠羅、F.E.A.R.「第1章 ドラゴンスレイヤー「ピュトン」」『ドラゴン』新紀元社〈Truth In Fantasy 56〉、2002年5月、22-24頁。ISBN 978-4-7753-0082-4。
- グラント, マイケル、ヘイゼル, ジョン『ギリシア・ローマ神話事典』西田実ほか訳、大修館書店、1988年7月。ISBN 978-4-469-01221-7。
- 少年社、福士斉、石川貴浩、渡辺真理子『古代秘教の本 - 太古神話に隠された謎の秘儀と宗教』学研編集部編、学研〈NEW SIGHT MOOK BOOKS ESOTERICA 17〉、1996年8月。ISBN 978-4-05-601380-1。
- 苑崎透『幻獣ドラゴン』新紀元社〈Fantasy world 1〉、1990年7月、216-220頁。ISBN 978-4-915146-28-2。
- 松平俊久『図説ヨーロッパ怪物文化誌事典』蔵持不三也監修、原書房、2005年3月。ISBN 978-4-562-03870-1。